# Tigrioides tetrasema
Tigrioides tetrasema là một loài bướm đêm thuộc phân họ Arctiinae, họ Erebidae.